# 1804
1804 (MDCCCIV) var ett skottår som började en söndag i den gregorianska kalendern och ett skottår som började en fredag i den julianska kalendern.

## Händelser

### Februari
- 21 februari – Cornwallaren Richard Trevithicks nybyggda ånglokomotiv "Penydarren" kör på Merthyr Tramroad mellan Penydarren Ironworks i Merthyr Tydfil och Abercynon in Sydwales, efter flera försök sedan 13 februari, och blir världens första lokomotiv att fungera på räls.[1]

### Mars
- Mars – En fransk hertig mördas i Tyskland av fransmän, vilket ytterligare väcker Gustav IV Adolfs avsky mot Frankrike och Napoleon I.
- 7 mars – Thomas Charles är med och bildar British and Foreign Bible Society.[2]

### Juli
- 25 juli – En förordning utfärdas om enskifte i Skaraborgs län.[3]

### Augusti
- 11 augusti – Den tysk-romerske kejsaren Frans II utropas till kejsare av Österrike som Frans I.[4]

### September
- 24 september – I Norge grundas Nordre Trondhjems amt och Søndre Trondhjems amt ur Trondhjems amt.[5]

### November
- 1 november – En brand utbryter i Göteborg.[6]
- 7 november – Brand i Kristinehamn.[7]

### December

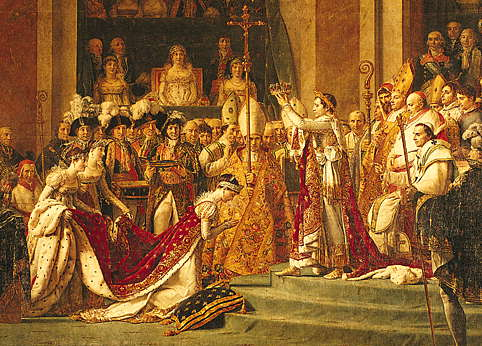
Napoleon kröns till fransmännens kejsare i Notre-Dame i Paris den 2 december 1804

- 2 december – Napoleons kröning till fransk kejsare.
- December – Sverige ingår med Storbritannien ett anfallsförbund mot Frankrike. Även Ryssland ingår i förbundet.

404

### Okänt datum
- Kemisten Jöns Jacob Berzelius är med och upptäcker grundämnet cerium.
- De första fyra ångmaskinerna av James Watts konstruktion kommer till Sverige. Den engelske teknikern Samuel Owen följer med maskinerna hit och hjälper till med installationerna.[8]
- Klasroskolan, Sollentuna sockens första skola, invigs.
- Tillverkning och försäljning av talgljus reserveras för kvinnor i behov av att försörja sig själva. [9]

## Födda

### Första kvartalet

#### Januari
- 21 januari – Moritz von Schwind, tysk-österrikisk målare och grafiker.

#### Februari
- 5 februari – Johan Ludvig Runeberg, finlandssvensk författare, Finlands nationalskald.
- 19 februari – Karl von Rokitansky, österrikisk anatom.
- 28 februari – Henry S. Foote, amerikansk politiker.

#### Mars
- 14 mars – Johann Strauss d.ä., österrikisk kompositör.
- 20 mars – Haqvin Selander, svensk astronom och kommunalman.
- 24 mars – John Henry Hubbard, amerikansk politiker, kongressledamot 1863–1867.
- 25 mars – Anna Johansdotter Norbäck, svensk religiös ledare.

### Andra kvartalet

#### April
- 12 april – George W. Jones, amerikansk demokratisk politiker och diplomat, senator 1848–1859.
- 23 april – Marie Taglioni, italiensk ballerina av svensk börd.

#### Maj
- 4 maj – Margaretta Riley, brittisk botaniker.
- 24 maj – Henry H. Crapo, amerikansk republikansk politiker, guvernör i Michigan 1865–1869.

#### Juni
- 1 juni – Michail Glinka, rysk kompositör.
- 3 juni – Jacques-Joseph Moreau de Tours, fransk läkare och vetenskapsman.
- 22 juni – Horace Eaton, amerikansk politiker, guvernör i Vermont 1846–1848.

### Tredje kvartalet

#### Juli
- 1 juli – George Sand, pseudonym för Aurore Dudevant, född Dupin, fransk författare och feminist.

#### Augusti
- 4 augusti – Karl Friedrich Hermann, tysk filolog.
- 25 augusti – Joseph Fahrbach, österrikisk kompositör.

#### September
- 5 september – William Alexander Graham, amerikansk politiker.

### Fjärde kvartalet

#### Oktober
- 24 oktober – Wilhelm Eduard Weber, tysk fysiker.

#### November
- 3 november – Constantin Hansen, norsk konstnär.
- 11 november – Johannes Magnusson, svensk lantbrukare, konstnär, poet, uppfinnare och orgelbyggare.
- 23 november – Franklin Pierce, amerikansk politiker, USA:s president 1853–1857.

#### December
- 3 december – Alexander Reuterskiöld, svensk arméofficer och krigsminister 1862–1867.
- 10 december – Carl Gustav Jakob Jacobi, tysk matematiker.
- 21 december – Benjamin Disraeli, brittisk politiker och författare.

### Okänt datum
- Sophia Magdalena Gardelius, svensk konsthantverkare.

## Avlidna

### Första kvartalet

#### Januari
- 7 januari – Louis Marie de Noailles, 47, fransk politiker.

#### Februari
- 6 februari – Joseph Priestley, 70, brittisk kemist och präst.
- 12 februari – Immanuel Kant, 79, tysk filosof.

#### Mars
- 3 mars – Giovanni Domenico Tiepolo, 76, italiensk målare.
- 26 mars – Wolfgang von Kempelen, 70, ungersk vetenskapsman.

### Andra kvartalet

#### April
- 9 april – Jacques Necker, 71, fransk politiker, finansminister under Ludvig XVI 1776–1789.
- 13 april – Frederick Frelinghuysen, 51, amerikansk general och politiker, senator 1793–1796.
- 16 april – William Maclay, 66, amerikansk politiker, senator 1789–1791.

#### Maj
- 26 maj – Lars Berger, 53, svensk bergsman och riksdagsman.

#### Juni
- 16 juni – Johann Adam Hiller, 75, tysk kompositör.

### Tredje kvartalet

#### Juli
- 12 juli - Alexander Hamilton, amerikansk statsman, USA:s finansminister 1789–1795.

#### Augusti
- 19 augusti – Barthélemy Schérer, 56, fransk militär.

#### September
- 20 september – Pierre Méchain, 60, fransk astronom.

### Fjärde kvartalet

#### Oktober
- 14 oktober – Samuel J. Potter, 51, amerikansk politiker, senator 1803-1804.

#### November
- 1 november – Johann Friedrich Gmelin, 56, tysk naturforskare och zoolog.

#### December
- 24 december – Martin Vahl, 55, norsk-dansk botaniker
- 25 december – Contarina Barbarigo, venetiansk adelsdam.

### Okänt datum
- Sprinze Helfft Levy, tysk bankir.
- Anna Brita Wendelius, svensk musiker.

### Fotnoter
1. ↑  Rattenbury, Gordon; Lewis, M. J. T. (2004). Merthyr Tydfil Tramroads and their Locomotives. Oxford: Railway and Canal Historical Society. ISBN 0-901461-52-0
2. ↑  ”Our timeline”. Bible Society. Arkiverad från originalet den 28 december 2010. https://web.archive.org/web/20101228224810/http://www.biblesociety.org.uk/about-bible-society/history/our-timeline/. Läst 26 november 2010.
3. ↑  ”Projekt Runeberg – Lantbrukets historia”. https://runeberg.org/lanthist/0403.html.
4. ↑  ”World Statesmen”. http://www.worldstatesmen.org/Austria.html.
5. ↑  ”World Statesmen (läst 2 april 2011)”. http://www.worldstatesmen.org/Norway_counties.html.
6. ↑  ”Staden Göteborgs historia och ... – Google Böcker”. http://books.google.se/books?id=J-FAAAAAcAAJ&pg=PA268&lpg=PA268&dq=g%C3%B6teborg+%2B+brand+%2B+%221+november+1804%22&source=bl&ots=6kdNJoMsbI&sig=1XQUXp2uLcMuB7i2rRNzJ-5xRlY&hl=sv&ei=HLeATdyvG8fMswbW8Y3jBg&sa=X&oi=book_result&ct=result&resnum=3&ved=0CCYQ6.
7. ↑  ”Värmlands brandhistoriska klubb”. Arkiverad från originalet den 12 oktober 2011. https://www.webcitation.org/62NB7kO36?url=http://www.brandhistoriska.org/olyckor_se.html.
8. ↑  Alf Henrikson, Svensk Historia, sid 747
9. ↑  Du Rietz, Anita, Kvinnors entreprenörskap: under 400 år, 1. uppl., Dialogos, Stockholm, 2013